# 팬택 스카이 아임백
팬택 스카이 아임백(SKY I'm back, 모델명 IM-100)은 팬택에서 발매한 안드로이드 스마트폰이다. 2016년 6월 22일 공개했으며, 같은 달 30일 발매되었다.

## 디자인
주요 소재가 폴리카보네이트이기 때문에 경량화를 꾀할 수 있었다. 후면에 장착된 금색의 휠 키가 디자인의 포인트이다. 기기에 통신사, 제조사의 로고는 존재하지 않는다. 모서리는 직각으로 처리되어있다.

### 전면
전면부의 윗 부분에는 플래시, 근접센서, 카메라(5MP)가 있다.

### 후면
후면부에는 카메라(13MP), 플래시, 휠 키가 있다. 카메라는 튀어나와있지 않으며 휠 키 옆의 타공 내부에 상태표시 용도의 LED가 존재한다.

### 휠 키의 역할
휠 키로 다음과 같은 여러 가지 기능을 구현할 수 있다.
- 음량
- 음악 재생
- 잠금 해제(전원 버튼)
- 동영상 정밀 탐색
- 음악 정밀탐색
- 카메라
  - 사진촬영
  - 사진연사촬영
  - 타이머 설정

## 논란
후면에 존재하는 휠키가 아이리버의 아스텔앤컨 AK jr에 있는 휠키의 위치와 모양이 비슷하여 표절 논란이 있었다. 팬택 측 입장에선 이미 디자인 특허도 출원했고, 이미 오래 전부터 자주 사용되던 디자인이라 밝혔다. 아이리버 측도 인지는 하고 있지만 대응하지 않을 것으로 보인다.

## 기타
- 팬택이 출시한 최초이자 유일하게 배터리 내장형 스마트폰이자 최초의 나노심 스마트폰이며 DMB와 유플러스가 없다.
- 전 브랜드 명이었던 베가는 일체 들어가지 않는다.
- 통신사 로고, SKY 로고는 삭제되어 있다.

## 스톤
아임 백의 구성품에는 스톤이 포함되어 있다. 아임백과 연동되는 블루투스 무선 스피커와 AC 어댑터를 연결 시, 무선 충전을 할 수 있는 무선 충전기 기능을 갖고 있다. 스톤은 아임백의 디자인처럼 모서리가 직각으로 처리되었으며, 금색의 휠 키가 탑재되었다. 스톤의 제작사는 블루투스 스피커 제작사인 라츠에서 개발되었다.
| 칩셋     | CSR8670 |
| 램프     | 전면: 상태표시 7-Color LED 1개 상단: 무드램프 7-Color LED 6개                                                  |
| 스피커   | 3W 출력의 2개 우퍼                                                                                             |
| 네트워크 | Bluetooth 4.2 & NFC                                                                                            |
| 크기     | 93 mm (3.7 in) 가로 93 mm (3.7 in) 세로 55 mm (2.2 in) 높이                                                    |
| 무게     | 화이트 149g 블랙 141g                                                                                          |
| 배터리   | 내장형 2600mAh                                                                                                 |
| 기타     | - 휠기능 탑재 - 핸드폰 무선 충전 지원 - 웰컴 라이트 - 7가지 램프 색상 - 기본 패키지 포함 - 타사제품과 연동가능 |